# Makarska
Makarska je grad u Splitsko-dalmatinskoj županiji.

## Ime
Smatra se da je Makarska dobila ime prema obližnjem selu Makru. Postoje nagađanja da ime Makar dolazi od feničkog naziva za grimiz odnosno purpur (mucar). U prilog toj teoriji ide to što je makarska luka bogata volcima, vrstom puževa od koje su Feničani proizvodili boju po kojoj su prozvani.

## Zemljopisni položaj
Smještena podno planine Biokovo. Središte je Makarskog primorja (poznato pod imenom, Makarska rivijera), mikroregije koja se proteže od Brela na zapadu do Gradca na istoku. Makarska s gradskim naseljem Veliko Brdo ima 13 834 stanovnika.
Makarska je u južnoj Dalmaciji, na dodiru Biokova i Jadranskog mora.  Nalazi se na 43° 17' 38" sjeverne zemljopisne širine i na 17° 1' 20" istočne zemljopisne dužine.

Grad Makarska zauzima središnji položaj u Makarskom primorju, ne samo zbog zemljopisnog smještaja, nego ponajprije zbog gospodarskih i društvenih čimbenika koji su taj grad učinili drugom po veličini gospodarskom i demografskom okosnicom srednje Dalmacije (odmah nakon Splita), zbog čega se za Makarsko primorje u zadnje vrijeme sve više koristi naziv Makarska rivijera.
Grad od unutrašnjosti oštro dijeli planina Biokovo (najveći vrh Sv. Jure, 1762 m), a sa srednjodalmatinskim otocima Bračem i Hvarom povezuje ga Jadransko more, koje je upravo na području Makarskog primorja izmodeliralo neke od najljepših hrvatskih plaža.
Sam grad se smjestio u prirodnoj luci između dva poluotoka, Osejave i Sv. Petra. Flišna zona između planine i mora široka je svega nekoliko kilometara, tako da daljnje širenje grada ide prema istoku i zapadu, odnosno prema susjednim naseljima Tučepima i Krvavici.

## Klima
Makarska ima mediteransku (sredozemnu) klimu. Ljeti se dnevne temperature kreću oko 30°C, često i oko 35°C, noćne oko 25°C. Zimske temperature su danju uglavnom od 10 do 15, a noćne od 6 do 10°C. 
Makarska je jedan od najtoplijih gradova u Hrvatskoj. Prosječna godišnja temperatura zraka 2018. na mjernoj DHMZ meteorološkoj postaji Makarska iznosila je 18.9°C.

## Povijest
Povijesno je Makarska značajna kao nekadašnje sjedište Makarske biskupije, a i današnja Splitsko-makarska nadbiskupija nosi makarsko ime u sebi. 
Smatra se da je Makarska dobila ime po obližnjem selu Makru. Prvi stanovnici područja današnje Makarske su bili Iliri, koji su još u 4. stoljeću osnovali naselje po imenu Muccurum. Bitka kod Makarske 18. rujna 887. dogodila se između Mletačke Republike i Neretvanske kneževine. Pobijedili su Neretvani. 
Ime Makarska prvi se put spominje u dokumentu iz 16. st., za vrijeme turskih osvajanja. Turci su u Makarskoj držali vojsku i carskog poreznika. Poslije turske, Makarska je pala pod mletačku vlast, potom pod Habsburšku Monarhiju. Nakon Napoleonovih pobjeda početkom 19. st. i Makarska je pala pod njegovu vlast. Napoleon je poticao kulturu i gradio ceste koje su povezale Makarsku s ostalim primorskim gradovima. Na zapadnom ulazu u grad podignut je spomenik njegovom maršalu Marmontu, danas poznat kao Napoleonov spomenik. Iako je Napoleon poticao razvoj kulture i povezanosti Makarske, Austro-Ugarska je bila zaslužna za cvjetanje turizma.

## Administracija i politika
Makarska je po svom ustrojstvu grad. Članovi gradskog vijeća biraju se na lokalnim izborima. Trenutni Gradonačelnik je Zoran Paunović, (SDP).  

#### Članovi Gradskog Vijeća 2017-2021 su bili:
Marko Ožić Bebek (HDZ) (predsjednik), Jagoda Martić (SDP) (potpredsjednica), Ivan Perić (HSLS) (potpredsjednik), te članovi: Marko Raos, Marija Lelas, Miro Mucić, Ivan Kotarac, Daniela Primorac, Neven Vranješ iz HDZa, Tonći Bilić, Sretan Glavičić i Gordana Muhtić iz (SDP), Josip Paunović (HNS), Milan Grbavac ( HSU), Hloverka Novak Srzić (HSLS), Ivan Šimić (Živi zid) i Siniša Srzić (Kandidacijska lista grupe birača)

#### Izbori
Izbori 2017. Godine
Najviše glasova je osvojio HDZ. Za gradonačelnika izabran je Jure Brkan.  
Izbori 2013. Godine
Najviše glasova je osvojio SDP. Za gradonačelnika izabran je Tonči Bilić.  
Izbori 2005. Godine
Najviše glasova je osvojio SDP. Za gradonačelnika izabran je Siniša Srzić (nezavisni kandidat).
Prema koalicijskom dogovoru, nakon polovice mandata dužnost gradonačelnika trebao je preuzeti Dragan Srzić (SDP), ali do toga nije došlo zbog prelaska vijećnika Siniše Srzića (nezavisnog kandidata) u HSLS. 
Dana 17. svibnja 2007. godine sazvana je sjednica Gradskog vijeća od strane Središnjeg državnog ureda za upravu, a na dnevnom redu je bila smjena dotadašnjeg gradonačelnika i imenovanje novog. 
Za gradonačelnika grada imenovan je dr. Marko Ožić Bebek (HDZ).

## Gospodarstvo
Glavna gospodarska djelatnost Makarske, kao i cijele regije, je turizam. Turistima je na raspolaganju veliki broj ležajeva u hotelskom i privatnom smještaju.

## Demografija

### Popis 2011.
Prema popisu stanovništva iz 2011. godine, grad Makarska ima 13 834 stanovnika. Većina stanovništva su Hrvati s 95,43%, a po vjerskom opredijeljenu većinu od 84,41% čine pripadnici katoličke vjere.

### Popis 2001.
Prema popisu iz 2001. godine, Makarska ima 13 381 stanovnika, a s gradskim naseljem Velikim Brdom 13 716 stanovnika.

### Popis 1991.
| broj stanovnika | 2175  | 2331  | 2448  | 2690  | 2841  | 3138  | 3138  | 3272  | 3242  | 3497  | 4550  | 7121  | 9556  | 11958 | 13716 | 13834 | 13301 |
|                 | 1857. | 1869. | 1880. | 1890. | 1900. | 1910. | 1921. | 1931. | 1948. | 1953. | 1961. | 1971. | 1981. | 1991. | 2001. | 2011. | 2021. |

| broj stanovnika | 1963  | 2093  | 2193  | 2379  | 2456  | 2720  | 2720  | 2834  | 2851  | 3096  | 4164  | 6845  | 9342  | 11743 | 13381 | 13426 | 12809 |
|                 | 1857. | 1869. | 1880. | 1890. | 1900. | 1910. | 1921. | 1931. | 1948. | 1953. | 1961. | 1971. | 1981. | 1991. | 2001. | 2011. | 2021. |

## Kultura
- Franjevački samostan
- Makarska konkatedrala sv. Marka
- Gradska glazba Makarska, osnovana 1826.
- Folklorni ansambl "Tempet", sudjeluje u svim kulturnim događanjima na Makarskoj rivijeri, te njeguje tradiciju i običaje s Makarskog primorja
- Gradska galerija Antuna Gojaka
- Gradski muzej
- Institut Planina i more pri franjevačkom samostanu
- Malakološki muzej pri franjevačkom samostanu

Svetac zaštitnik grada Makarske i makarske biskupije je sveti Klement.
U Makarskoj izlaze tjednici Makarska kronika i Makarsko Primorje, koji se bave lokalnim temama Makarske rivijere, Zabiokovlja i otoka.
Iz Makarske dolazi glazbeni sastav Zbunjeni.
Makarska je od 2019. godine pobratimljena s talijanskom općinom Nocera Inferiore.
Od 12. siječnja 1992. godine Radio Makarska Rivijera emitira u gradu na frekvencijama 97,6 MHz i 98,4 MHz.

## Poznate osobe
- Alen Bokšić, bivši hrvatski nogometaš. Bio je jedan od ponajboljih svjetskih napadača u 1990.-ima. Bio je član stručnog stožera hrvatske nogometne reprezentacije
- Petar Kaer, hrv. prosvjetar, umjetnik, znanstvenik, arheolog, rimokatolički svećenik, skupljač i zapisivatelj narodnog blaga
- Grozdan Knežević, hrvatski arhitekt, rođen 1928. godine
- Žanamari Lalić, hrv. pjevačica
- Andrija Liepopili, hrvatski svećenik, političar, novinar i publicist[11][12]
- Ante Lulić, provincijal franjevačke provincije Presvetog Otkupitelja, generalni definitor franjevačkog reda i generalni vizitator franjevačkih provincija u Dalmaciji i Italiji, crkveni povjesničar, borac za hrvatsku kulturu[13]
- Mirando Mrsić, hrvatski liječnik, hematolog, sveučilišni profesor i političar. Bivši ministar rada i mirovinskog sustava, saborski zastupnik.
- Vjekoslav Cezar Pavišić (Luigi Cesare Pavissich)  (1823. – 1905.), hrv. učitelj i pisac, svećenik, autor jezičnih priručnika[14][15]
- Iva Visković, hrv. kazališna, televizijska i filmska glumica
- Ivan Cvitanušić, hrv. filozof, romanopisac, komparatist, povjesničar
- Dražen Lalić, hrv. sociolog
- Vinko Garmaz, hrv. filmaš, pionir lokalne televizije, filmski pedagog
- Ivo Raffanelli, zapovjednik Hrvatske ratne mornarice

## Šport
- Atletski klub "Sveti Marko"
- Badminton klub "Arka"
- Biciklistički klub "Makarska"
- Boćarski klub "Makarska"
- Jedriličarski klub "Bura"
- Klub jedrenja na dasci "Jedro"
- Judo klub "Biokovo"
- Kickboxing klub "Mawashi"
- Košarkaški klub "Amfora"
- Kuglački klub "Biokovo"
- Maketarski klub "Sveti Petar"
- Malo nogometni klub "Novo vrijeme"
- Radnički nogometni klub "Zmaj"
- Odbojkaški klub "Makarska"
- Spelološko alpinistički klub "Ekstrem"
- Hrvatsko planinarsko društvo "Biokovo"
- Športsko plesni klub "Briljantin"
- Ragbi klub "Makarska rivijera"
- Pomorsko športsko ribolovno društvo "Arbun"
- Rukometni klub "Kingtrade"
- Ženski rukometni klub "Makarska"
- Šahovski klub "Makarska"
- Tenis klub "Makarska"
- Vatrepolo klub "Galeb"
- Veslački klub "Biokovo"

- Udruga malog nogometa Makarska koja organizira: 
  - Liga malog nogometa Makarska
  - Liga veterana malog nogometa Makarska
  - Liga kup UMN Makarska
  - Kup veterana malog nogometa Makarska

Memorijalni malonogometni turnir "Kobac" održava se od 1996.
1998. godine održan je WTA Tier IV turnir pod nazivom Makarska International Championship. Od 2022. održava se WTA125 turnir Makarska Open.
Planinska utrka Makarska – Vošac održava se od 2007.

## Obrazovanje

### Osnovne škole
- Osnovna škola oca Petra Perice
- Osnovna škola Stjepana Ivičevića
- Osnovna glazbena škola

### Srednje škole
- Srednja strukovna škola
- Srednja škola fra Andrije Kačića Miošića
- Srednja glazbena škola

## Znamenitosti
- Svetište Vepric
- Makarska konkatedrala sv. Marka
- Park prirode Biokovo
- Franjevački samostan i njegov Malakološki muzej
- Barokna česma na Kačićevom trgu
- Napoleonov spomenik
- Spomenik poginulim antifašistima u Drugom svjetskom ratu
- Spomenik fra Andriji Kačiću Miošiću
- Biokovski Botanički vrt Kotišina
- Ulica Kalalarga
- Park šuma Osejava i plaža Nugal
- Zvjezdarnica
- Poluotok Sveti Petar
- Sunčani sat (nagrada najboljem turističkom mjestu u anketi radio Zagreba 1951. godine)
- Crkva sv. Ante u Kotišini, zaštićeno kulturno dobro
- Crkva sv. Andrije u Kotišini, zaštićeno kulturno dobro
- Crkva sv. Petra, zaštićeno kulturno dobro
- Kuća Miličić, zaštićeno kulturno dobro
- Kuća u Rendićevoj 4, zaštićeno kulturno dobro
- Kuća Vuković u Kalalarga 8, zaštićeno kulturno dobro
- Kuća Vuković u Kalalarga 10, zaštićeno kulturno dobro
- Kula na Zelenki, zaštićeno kulturno dobro

## Zanimljivosti
Prosječna visina sedamnaestogodišnjaka u Makarskoj, prema istraživanju s početka 2019. godine, iznosi 187,6 cm. Tako je Makarska grad s najvišom prosječnom visinom stanovnika na svijetu.

## Galerija
- Kačićev trg
- Park na Osejavi
- Spomenik Revolucije
- Franjevački samostan
- Spomenik dr. Franji Tuđmanu na Šetnici
- Makarska riva
- Pogled na Biokovo uz Vatrogasni toranj
- Pogled na Biokovo sa Sportskog centra
- Luka
- Makarska s mora

## Unutarnje poveznice
- Kulturno-povijesna cjelina Makarska, zaštićeno kulturno dobro

## Vanjske poveznice
- Službena stranica grada Makarske
- Turistička zajednica grada Makarske  Arhivirana inačica izvorne stranice od 11. veljače 2010. (Wayback Machine)